# Alonzo Mourning
Alonzo Harding Mourning jr. (Chesapeake, 8 febbraio 1970) è un ex cestista statunitense, professionista nella NBA.
È membro del Naismith Memorial Basketball Hall of Fame dal 2014. Ha vinto la medaglia d'oro alle Olimpiadi di Sydney 2000.

## Carriera

### Il college e il draft
Mourning sceglie di frequentare un college con una lunga tradizione in fatto di centri. La scelta cade perciò su Georgetown University, college che era stato frequentato da giocatori come Patrick Ewing e Dikembe Mutombo. Viene scelto nel draft del 1992 come seconda scelta assoluta dietro al solo Shaquille O'Neal dai Charlotte Hornets. La sua stagione da rookie è stratosferica, con una media di 21 punti e 10 rimbalzi a partita. Inoltre nei play-off gli Hornets riescono a raggiungere il secondo turno, dopo aver battuto i Boston Celtics al primo turno. Nelle semifinali della Eastern Conference Charlotte viene però sconfitta dai New York Knicks in 5 partite. La prima stagione è comunque un successo per Mourning che sale immediatamente tra i primi centri della lega.

### Le ultime stagioni a Charlotte e lo scambio a Miami
L'anno dopo Mourning si mantiene sugli stessi standard dell'anno prima ma la seconda stella della squadra, Larry Johnson, subisce un infortunio che lo tiene fuori dalla squadra per 31 partite. Charlotte prova a seguire il suo centro ma con un record di 41 vittorie e lo stesso numero di sconfitte gli Hornets restano fuori dai play-off. Nella stagione 1994-95 gli Hornets tornano a viaggiare ad una media vittorie buona per raggiungere i play-off. Nella post-season, gli Hornets incontrano al primo turno i Chicago Bulls, che con il fresco ritorno di Michael Jordan li eliminano in 4 partite. All'inizio della stagione 1995-96 gli Hornets decisero che fosse il caso di cambiare la formazione, andando così a cedere Mourning ai Miami Heat in cambio di Glen Rice e Matt Geiger.

### Le stagioni a Miami
A Miami Mourning trova un allenatore carismatico e vincente come Pat Riley che comincia gradualmente a costruire la squadra intorno ad Alonzo. Il primo anno di Mourning nei play-off con Miami è una delusione, poiché al 1º turno incontrano i Bulls che li eliminano in sole 3 partite. I play-off della stagione 1996-1997 durano molto più a lungo dell'anno prima. Al primo turno in un derby della Florida contro gli Orlando Magic, gli Heat vincono per 3-2. Al secondo turno incontrano l'ex squadra di Riley, i New York Knicks: in gara 4 scoppia una grande rissa che costa una squalifica a giocatori di entrambe le squadre. I Knicks vengono però, a detta di molti, maggiormente penalizzati e Miami riesce a vincere la serie in 7 partite. Nella finale di Conference ancora i Bulls troncano i sogni di titolo di Mourning, eliminando gli Heat 4-1. Nella stagione 1997-1998 avviene la rivincita della serie che l'anno prima aveva suscitato molte polemiche. New York ottiene una vittoria in 5 partite nonostante Miami avesse il vantaggio del fattore campo. L'anno dopo con Jordan al secondo ritiro gli Heat si candidano come prima forza della Eastern Conference. Al primo turno incontrano ancora i Knicks che sono arrivati ai play-off con l'ultimo record disponibile. Con un tiro allo scadere di Allan Houston in gara-5 i Knicks vincono la serie cominciando ad insinuare notevoli dubbi nella dirigenza degli Heat.

### La malattia
Miami continua a compilare ottimi record durante la stagione regolare e a fare brutte prestazioni nei play-off. Nella post-season del 2000 battono facilmente i Detroit Pistons ma al secondo turno la "maledizione" dei Knicks torna a colpire gli Heat che sono eliminati in 7 partite, pur potendo sempre disporre dell'ultimo incontro in casa. Nell'estate del 2000 Mourning gioca e vince le Olimpiadi. Al ritorno negli Stati Uniti a Mourning viene diagnosticata la glomerulosclerosi segmentaria e focale, una malattia che colpisce i reni. Mourning si sottopone a cure molto pesanti che gli consentono di giocare soltanto 13 partite nella stagione successiva. L'anno dopo i medici danno il beneplacito per il ritorno in campo del centro degli Heat che anche se non torna forte come prima dà un notevole contributo alla squadra. Gli Heat però non sono più la squadra di qualche anno prima e i play-off restano un miraggio. Le condizioni di Mourning peggiorano improvvisamente e la stagione 2002-2003 non lo vede mai scendere in campo.

### L'approdo a New Jersey e il trapianto
Mourning nell'estate 2003 ha di nuovo il permesso medico di tornare in campo. È diventato però nel frattempo free agent: Mourning è molto legato a Miami e Riley sa quanto sia importante per la squadra un giocatore del suo carisma. In un'estate però in cui tante stelle sono sul mercato, Riley non può offrire a Mourning il contratto che vorrebbe. Mourning decide così di cambiare aria e si accasa ai New Jersey Nets del suo amico Jason Kidd. I Nets erano reduci da una finale NBA persa l'anno prima e bisognosi di un centro di valore, e Mourning è stimolato dall'idea di giocare in una squadra con ottime chance di titolo. Alonzo riesce però a giocare solo 12 partite con la nuova squadra: i medici lo fermano perché le sue condizioni sono improvvisamente peggiorate. Mourning annuncia il ritiro e si sottopone ad un trapianto di rene. Il recupero dopo l'operazione è incredibilmente veloce e Mourning si allena per tornare in campo. Nella storia della NBA esiste un solo precedente di un giocatore tornato all'attività agonistica dopo un trapianto di rene: Sean Elliott dei San Antonio Spurs.

### Lo scambio a Toronto e il ritorno a Miami
Tra lo stupore generale Alonzo tornò in campo all'inizio della stagione 2004-05, sempre con i Nets. La dirigenza della squadra ne è felice, ma quando si offre loro la possibilità di acquistare una stella come Vince Carter non esitano a cedere Mourning ai Toronto Raptors insieme ad Eric Williams e Aaron Williams. Alonzo, che già aveva criticato la società per la cessione di Kenyon Martin e aveva fatto intendere di voler cambiare aria, si rifiuta però di giocare in Canada, cosa che suscita diverse polemiche. Ottiene di essere lasciato libero dai Raptors il 12 febbraio 2005. Il 1º marzo 2005 si accasò nuovamente a Miami, dove viene riaccolto con grande calore dai suoi vecchi tifosi. Mourning accettò di fare da cambio ad O'Neal solo per avere la possibilità di vincere un titolo. Tre giorni dopo il suo ritorno in Florida gli Heat affrontarono i New Jersey Nets, la sua ex-squadra, a cui Mourning non lesinò critiche. Il primo tentativo non va però a buon fine; a causa delle non perfette condizioni di O'Neal e di un infortunio occorso a Dwyane Wade gli Heat vennero sconfitti dai Pistons nella finale della Eastern Conference. Durante l'estate Mourning afferma di volersi ritirare ma Riley lo convinse a giocare ancora un anno almeno.

### Il titolo NBA
Nella stagione 2005-2006 Mourning gioca ancora da centro alle spalle di Shaquille O'Neal. Durante la stagione regolare gli infortuni del pivot titolare degli Heat fanno in modo che Mourning giochi diverse partite partendo in quintetto, salendo ai primi posti della classifica degli stoppatori. Nei play-off gli Heat eliminano i Chicago Bulls, i New Jersey Nets, i rivali di Detroit e in finale i Dallas Mavericks in 6 partite. La partita migliore di Mourning capita proprio in gara 6, dove distribuisce 5 stoppate, dando un contributo fondamentale alla squadra per la conquista del suo primo anello.

### Il nuovo infortunio e il ritiro
Dopo aver finalmente vinto il campionato, Mourning decide di rimanere a Miami ancora un anno per difendere il titolo con gli Heat, in quella che ha deciso sarà la sua ultima stagione da professionista. Il 19 dicembre 2007, nel primo quarto della partita contro gli Atlanta Hawks, il suo ginocchio destro cede: la diagnosi parla di rottura del tendine rotuleo e lesione al quadricipite. Scherzo del destino, in quello stesso giorno ricorreva il quarto anniversario del trapianto di rene. Alonzo viene operato e la sua stagione è già finita.
In un primo tempo l'atleta manifesta l'intenzione di ritirarsi, ma nella primavera del 2008 annuncia invece di voler giocare ancora un altro anno, e quindi di finire la carriera al termine della stagione 2008-09. Dopo essersi ristabilito ed essersi allenato con gli altri giocatori degli Heat, Mourning il 22 gennaio 2009 annuncia ufficialmente il proprio ritiro. Ha motivato la propria scelta dicendo di sentirsi fisicamente bene, ma non più disposto a sottoporre il suo fisico già provato al logorio di un'altra stagione NBA.

## Riconoscimenti
Mourning ha ottenuto diversi premi e riconoscimenti in carriera: ha vinto per due volte il NBA Defensive Player of the Year Award (1998-1999 e 1999-2000); nei medesimi anni è stato anche inserito nel primo quintetto difensivo. Ha inoltre ottenuto un inserimento nel primo quintetto assoluto NBA (1998-1999) e uno del secondo (1999-2000). È stato anche inserito nel primo quintetto dei rookie nella stagione 1992-1993. È stato convocato per l'All Star Game per 7 volte ed ha vinto una medaglia d'oro olimpica a Sydney 2000. Ha vinto la medaglia d'oro anche ai mondiali di Toronto 1994 e di bronzo in quelli di Buenos Aires 1990.
Il 30 marzo 2009, come precedentemente annunciato da Pat Riley, uno degli allenatori cui Alonzo è maggiormente legato, i Miami Heat hanno ritirato la sua maglia numero 33, primo giocatore nella storia della franchigia a ricevere tale onore. Alla cerimonia hanno partecipato, tra gli altri, i grandi amici di Alonzo Patrick Ewing, Dikembe Mutombo, Tim Hardaway ed il suo coach ai tempi di Georgetown, John Thompson.

## Statistiche
| † | Denota una stagione in cui ha vinto il titolo |
| * | Primo nella lega                              |

### NCAA
| Anno      | Squadra          | PG  | PT | MP   | TC%  | 3P%  | TL%  | RP   | AP  | PRP | SP  | PP   |
| --------- | ---------------- | --- | -- | ---- | ---- | ---- | ---- | ---- | --- | --- | --- | ---- |
| 1988-1989 | Georgetown Hoyas | 34  | -  | 28,3 | 60,3 | 25,0 | 66,7 | 7,3  | 0,7 | 0,4 | 5,0 | 13,1 |
| 1989-1990 | Georgetown Hoyas | 31  | -  | 30,2 | 52,5 | 0,0  | 78,3 | 8,5  | 1,2 | 0,5 | 2,2 | 16,5 |
| 1990-1991 | Georgetown Hoyas | 23  | -  | 29,7 | 52,2 | 30,8 | 79,3 | 7,7  | 1,1 | 0,4 | 2,4 | 15,8 |
| 1991-1992 | Georgetown Hoyas | 32  | -  | 32,8 | 59,5 | 25,0 | 75,8 | 10,7 | 1,7 | 0,6 | 5,0 | 21,3 |
| Carriera  | Carriera         | 120 | -  | 30,3 | 56,6 | 26,1 | 75,4 | 8,6  | 1,2 | 0,5 | 3,8 | 16,7 |

### NBA

#### Regular season
| Anno       | Squadra           | PG  | PT  | MP   | TC%  | 3P%  | TL%  | RP   | AP  | PRP | SP   | PP   |
| ---------- | ----------------- | --- | --- | ---- | ---- | ---- | ---- | ---- | --- | --- | ---- | ---- |
| 1992-1993  | Charlotte Hornets | 78  | 78  | 33,9 | 51,1 | 0,0  | 78,1 | 10,3 | 1,0 | 0,3 | 3,5  | 21,0 |
| 1993-1994  | Charlotte Hornets | 60  | 59  | 33,6 | 50,5 | 0,0  | 76,2 | 10,2 | 1,4 | 0,5 | 3,1  | 21,5 |
| 1994-1995  | Charlotte Hornets | 77  | 77  | 38,2 | 51,9 | 32,4 | 76,1 | 9,9  | 1,4 | 0,6 | 2,9  | 21,3 |
| 1995-1996  | Miami Heat        | 70  | 70  | 38,2 | 52,3 | 30,0 | 68,5 | 10,4 | 2,3 | 1,0 | 2,7  | 23,2 |
| 1996-1997  | Miami Heat        | 66  | 65  | 35,2 | 53,4 | 11,1 | 64,2 | 9,9  | 1,6 | 0,8 | 2,9  | 19,8 |
| 1997-1998  | Miami Heat        | 58  | 56  | 33,4 | 55,1 | -    | 66,5 | 9,6  | 0,9 | 0,7 | 2,2  | 19,2 |
| 1998-1999  | Miami Heat        | 46  | 46  | 38,1 | 51,1 | 0,0  | 65,2 | 11,0 | 1,6 | 0,7 | 3,9* | 20,1 |
| 1999-2000  | Miami Heat        | 79  | 78  | 34,8 | 55,1 | 0,0  | 71,1 | 9,5  | 1,6 | 0,5 | 3,7* | 21,7 |
| 2000-2001  | Miami Heat        | 13  | 3   | 23,5 | 51,8 | 0,0  | 56,4 | 7,8  | 0,9 | 0,3 | 2,4  | 13,6 |
| 2001-2002  | Miami Heat        | 75  | 74  | 32,7 | 51,6 | 33,3 | 65,7 | 8,4  | 1,2 | 0,4 | 2,5  | 15,7 |
| 2003-2004  | N.J. Nets         | 12  | 0   | 17,9 | 46,5 | -    | 88,2 | 2,3  | 0,7 | 0,2 | 0,5  | 8,0  |
| 2004-2005  | N.J. Nets         | 18  | 14  | 25,4 | 45,3 | -    | 59,3 | 7,1  | 0,8 | 0,3 | 2,3  | 10,4 |
| 2004-2005  | Miami Heat        | 19  | 3   | 12,9 | 51,6 | -    | 56,4 | 3,7  | 0,2 | 0,2 | 1,7  | 5,0  |
| 2005-2006† | Miami Heat        | 65  | 20  | 20,0 | 59,7 | 0,0  | 59,4 | 5,5  | 0,2 | 0,2 | 2,7  | 7,8  |
| 2006-2007  | Miami Heat        | 77  | 43  | 20,4 | 56,0 | -    | 60,1 | 4,5  | 0,2 | 0,2 | 2,3  | 8,6  |
| 2007-2008  | Miami Heat        | 25  | 0   | 15,6 | 54,7 | -    | 59,2 | 3,7  | 0,3 | 0,2 | 1,7  | 6,0  |
| Carriera   | Carriera          | 838 | 686 | 31,0 | 52,7 | 24,7 | 69,2 | 8,5  | 1,1 | 0,5 | 2,8  | 17,1 |
| All-Star   | All-Star          | 4   | 1   | 18,8 | 54,5 | 0,0  | 66,7 | 4,8  | 1,0 | 0,8 | 2,0  | 10,0 |

#### Play-off
| Anno     | Squadra           | PG | PT | MP   | TC%   | 3P%  | TL%  | RP   | AP  | PRP | SP   | PP   |
| -------- | ----------------- | -- | -- | ---- | ----- | ---- | ---- | ---- | --- | --- | ---- | ---- |
| 1993     | Charlotte Hornets | 9  | 9  | 40,8 | 48,0  | 0,0  | 77,4 | 9,9  | 1,4 | 0,7 | 3,4  | 23,8 |
| 1995     | Charlotte Hornets | 4  | 4  | 43,5 | 42,1  | 50,0 | 83,7 | 13,3 | 2,8 | 0,8 | 3,3* | 22,0 |
| 1996     | Miami Heat        | 3  | 3  | 30,7 | 48,6  | -    | 71,4 | 6,0  | 1,3 | 0,7 | 1,0  | 18,0 |
| 1997     | Miami Heat        | 17 | 17 | 37,1 | 49,1  | 37,5 | 55,5 | 10,2 | 1,1 | 0,6 | 2,7* | 17,8 |
| 1998     | Miami Heat        | 4  | 4  | 34,5 | 51,8  | -    | 65,5 | 8,5  | 1,3 | 0,8 | 2,5  | 19,3 |
| 1999     | Miami Heat        | 5  | 5  | 38,8 | 52,1  | -    | 65,3 | 8,2  | 0,8 | 1,6 | 2,8  | 21,6 |
| 2000     | Miami Heat        | 10 | 10 | 37,6 | 48,4  | 0,0  | 66,7 | 10,0 | 1,4 | 0,2 | 3,3* | 21,6 |
| 2001     | Miami Heat        | 3  | 3  | 30,3 | 48,0  | -    | 57,9 | 5,3  | 1,0 | 0,0 | 1,7  | 11,7 |
| 2005     | Miami Heat        | 15 | 2  | 16,9 | 70,5* | -    | 55,8 | 4,8  | 0,3 | 0,3 | 2,2  | 6,1  |
| 2006†    | Miami Heat        | 21 | 0  | 10,8 | 70,3* | -    | 66,7 | 2,9  | 0,1 | 0,2 | 1,1  | 3,8  |
| 2007     | Miami Heat        | 4  | 0  | 13,8 | 90,9  | -    | 38,5 | 2,0  | 0,3 | 0,0 | 0,8  | 6,3  |
| Carriera | Carriera          | 95 | 57 | 27,3 | 51,2  | 36,8 | 64,9 | 7,0  | 0,9 | 0,5 | 2,3  | 13,6 |

#### Massimi in carriera
- Massimo di punti: 50 vs Washington Bullets (29 marzo 1996)[4]
- Massimo di rimbalzi: 22 (3 volte)
- Massimo di assist: 7 vs Boston Celtics (6 dicembre 1996)
- Massimo di palle rubate: 4 (3 volte)
- Massimo di stoppate: 9 (8 volte)
- Massimo di minuti giocati: 49 (2 volte)

## Palmarès
- Campionato NBA: 1

Miami Heat: 2006
- NBA All-Rookie Team:

1992-1993
- Squadre All-NBA : 2

First Team: 1999
Second Team: 2000
- NBA All-Defensive Team: 2

First Team: 1999, 2000
- NBA All-Star: 7

1993, 1994, 1995, 1996, 1997, 2000, 2001, 2002
- Miglior difensore NBA dell'anno: 2

1999, 2000
- Miglior stoppatore NBA: 2

1998-1999, 1999-2000
- Undicesimo miglior stoppatore di sempre NBA
- Sesto migliore giocatore di sempre per stoppate a partita NBA in regular season (2,81 stoppate a partita)
- 2º miglior marcatore della storia dei Miami Heat (9.459 punti) dopo Dwyane Wade
- Medaglia d'oro ai Mondiali di basket di Toronto (1994) e alle Olimpiadi di Sydney (2000)